# Кубок Карьяла 2019
Кубок Карьяла 2019 прошёл с 7 по 10 ноября 2019 года в Финляндии. Он является частью хоккейного Евротура 2019/2020.

#### Турнирная таблица
| М | Сборная   | И | В | ВО | ВБ | П | ПО | ПБ | ШЗ | ШП | РШ | О |
| - | --------- | - | - | -- | -- | - | -- | -- | -- | -- | -- | - |
| 1 | Чехия     | 3 | 2 | 0  | 1  | 0 | 0  | 0  | 9  | 3  | 6  | 8 |
| 2 | Финляндия | 3 | 2 | 0  | 0  | 0 | 0  | 1  | 8  | 7  | 1  | 7 |
| 3 | Россия    | 3 | 0 | 0  | 1  | 2 | 0  | 0  | 8  | 11 | -3 | 2 |
| 4 | Швеция    | 3 | 0 | 0  | 0  | 2 | 0  | 1  | 6  | 10 | -4 | 1 |

Пояснение: М - место, И - игры, В - выиграно, ВО - выиграно в овертайме, ВБ - выиграно по буллитам, П - проиграно, ПО - проиграно в овертайме, ПБ - проиграно по буллитам, ШЗ - шайб забито, ШП - шайб пропущено, РШ - разница шайб, О - очки.

#### Матчи турнира
Начало матчей указано по московскому времени (UTC+3:00).
| 7 ноября 2019 19:30 | Россия | 3:4 (1:0, 1:1, 1:2) | Финляндия | Хартвалл Арена Зрителей: 9421 |

| Отчёт | Отчёт                      | Отчёт | Отчёт                    | Отчёт                                                    |
| --- | -------------------------- | --- | ------------------------ | -------------------------------------------------------- |
| |                            | |                          |                                                          |
| | Иван Бочаров - 00:00-60:00 | Вратари | 00:00-60:00 Харри Сятери | Судьи: Микаэль Норд (Швеция) Андреас Харнебринг (Швеция) |
| | Голы:                      | |                          | Судьи: Микаэль Норд (Швеция) Андреас Харнебринг (Швеция) |
| Дамир Шарипзянов (Андрей Кузьменко, Антон Бурдасов) - 05:29 Рушан Рафиков (Дамир Жафяров) - 33:20 Рушан Рафиков (бол.) (Антон Бурдасов, Константин Окулов) - 45:21 | 1:0 1:1 1:2 :2 3:2 3:3 3:4 | Харри Песонен (Микко Лехтонен) - 30:18 Сакари Маннинен (бол.) - 32:42 Миро Аалтонен (Тони Раяла, Юусо Хиетанен) - 47:21 Харри Песонен (Ессе Пульюярви, Вилле Покка) - 50:53 |                          | Судьи: Микаэль Норд (Швеция) Андреас Харнебринг (Швеция) |
| |                            | |                          | Судьи: Микаэль Норд (Швеция) Андреас Харнебринг (Швеция) |
| |                            | |                          | Судьи: Микаэль Норд (Швеция) Андреас Харнебринг (Швеция) |
| |                            | |                          | Судьи: Микаэль Норд (Швеция) Андреас Харнебринг (Швеция) |
| 22 мин | Штраф                      | 10 мин |                          | Судьи: Микаэль Норд (Швеция) Андреас Харнебринг (Швеция) |
| |                            | |                          |                                                          |
| | 32                         | Броски | 22                       |                                                          |

| 7 ноября 2019 20:30 | Швеция | 1:3 (0:0, 1:2, 0:1) | Чехия | Тегера-Арена (Лександ) Зрителей: 5078 |

| Отчёт                                   | Отчёт                        | Отчёт | Отчёт                  | Отчёт                                               |
| --------------------------------------- | ---------------------------- | --- | ---------------------- | --------------------------------------------------- |
|                                         |                              | |                        |                                                     |
|                                         | Адам Рейдеборн - 00:00-60:00 | Вратари | 00:00-60:00 Роман Уилл | Судьи: Сергей Морозов (Россия) Иван Фатеев (Россия) |
|                                         | Голы:                        | |                        | Судьи: Сергей Морозов (Россия) Иван Фатеев (Россия) |
| Микаэль Викстранд (Антон Родин) - 30:50 | 0:1 :1 1:2 1:3               | Дмитрий Яшкин (Якуб Крейчик) - 24:47 Якуб Коварж (бол.) (Анджей Нестрашил) - 34:36 Михал Ржепик (Андрей Нестрашил) - 58:12 |                        | Судьи: Сергей Морозов (Россия) Иван Фатеев (Россия) |
|                                         |                              | |                        | Судьи: Сергей Морозов (Россия) Иван Фатеев (Россия) |
|                                         |                              | |                        | Судьи: Сергей Морозов (Россия) Иван Фатеев (Россия) |
|                                         |                              | |                        | Судьи: Сергей Морозов (Россия) Иван Фатеев (Россия) |
| 6 мин                                   | Штраф                        | 12 мин |                        | Судьи: Сергей Морозов (Россия) Иван Фатеев (Россия) |
|                                         |                              | |                        |                                                     |
|                                         | 22                           | Броски | 31                     |                                                     |

| 9 ноября 2019 14:30 | Швеция | 4:5 (Б) (0:2, 1:1, 3:1, 0:0, 0:1) | Россия | Хартвалл Арена Зрителей: 3252 |

| Отчёт | Отчёт                               | Отчёт | Отчёт                    | Отчёт                                                      |
| --- | ----------------------------------- | --- | ------------------------ | ---------------------------------------------------------- |
| |                                     | |                          |                                                            |
| | Магнус Хелльберг 00:00-65:00        | Вратари | 00:00-65:00 Игорь Бобков | Судьи: Йоонас Кова (Финляндия) Ласси Хейккинен (Финляндия) |
| | Голы:                               | |                          | Судьи: Йоонас Кова (Финляндия) Ласси Хейккинен (Финляндия) |
| Карл Клинберг - 29:25 Микаэль Викстранд (Антон Родин, Макс Фриберг) (5х3) - 48:19 Фредрих Хендемарк (Даниэль Бродин) - 53:11 Никлас Хаиссон (Карл Клинберг, Линус Юханссон) - 57:43 | 0:1 0:2 1:2 1:3 2:3 2:4 3:4 4:4 4:5 | Антон Слепышев (Константин Окулов) - 10:25 Дамир Жафяров (Артём Сергеев, Кирилл Семёнов) - 14:12 Кирилл Семёнов (Дамир Жафяров, Артём Сергеев) - 34:25 Никита Сошников (Андрей Кузьменко, Антон Бурдасов) - 51:25 Никита Сошников - 65:00 (Буллиты) |                          | Судьи: Йоонас Кова (Финляндия) Ласси Хейккинен (Финляндия) |
| |                                     | |                          | Судьи: Йоонас Кова (Финляндия) Ласси Хейккинен (Финляндия) |
| |                                     | |                          | Судьи: Йоонас Кова (Финляндия) Ласси Хейккинен (Финляндия) |
| |                                     | |                          | Судьи: Йоонас Кова (Финляндия) Ласси Хейккинен (Финляндия) |
| 12 мин | Штраф                               | 14 мин |                          | Судьи: Йоонас Кова (Финляндия) Ласси Хейккинен (Финляндия) |
| |                                     | |                          |                                                            |
| | 22                                  | Броски | 30                       |                                                            |

| 9 ноября 2019 18:30 | Финляндия | 2:3 (Б) (0:0, 1:1, 1:1, 0:0, 0:1) | Чехия | Хартвалл Арена Зрителей: 12 150 |

| Отчёт | Отчёт                       | Отчёт | Отчёт                          | Отчёт                                                    |
| --- | --------------------------- | --- | ------------------------------ | -------------------------------------------------------- |
| |                             | |                                |                                                          |
| | Юхо Олкинуора - 00:00-65:00 | Вратари | 00:00-65:00 - Марек Лангхаммер | Судьи: Микаэль Норд (Швеция) Андреас Харнебринг (Швеция) |
| | Голы:                       | |                                | Судьи: Микаэль Норд (Швеция) Андреас Харнебринг (Швеция) |
| Юхо Ламмикко (Вилле Покка, Кристиан Куусела) - 22:41 Сакари Маннинен (Вилле Покка, Петтери Линдбом) - 40:42 | 1:0 1:1 2:1 2:2 2:3         | Якуб Ержабек (Радим Зогорна, Гинек Зогорна) - 37:46 Томаш Филиппи (Томаш Зогорна, Анджей Шустр) - 58:51 Якуб Крейчик - 65:00 (Буллиты) |                                | Судьи: Микаэль Норд (Швеция) Андреас Харнебринг (Швеция) |
| |                             | |                                | Судьи: Микаэль Норд (Швеция) Андреас Харнебринг (Швеция) |
| |                             | |                                | Судьи: Микаэль Норд (Швеция) Андреас Харнебринг (Швеция) |
| |                             | |                                | Судьи: Микаэль Норд (Швеция) Андреас Харнебринг (Швеция) |
| 8 мин | Штраф                       | 10 мин |                                | Судьи: Микаэль Норд (Швеция) Андреас Харнебринг (Швеция) |
| |                             | |                                |                                                          |
| | 28                          | Броски | 26                             |                                                          |

| 10 ноября 2019 14:30 | Чехия | 3:0 (1:0, 0:0,2:0) | Россия | Хартвалл Арена Зрителей: 2207 |

| Отчёт                                                                                             | Отчёт               | Отчёт   | Отчёт                      | Отчёт                                                          |
| ------------------------------------------------------------------------------------------------- | ------------------- | ------- | -------------------------- | -------------------------------------------------------------- |
|                                                                                                   |                     |         |                            |                                                                |
|                                                                                                   | Роман Уилл - 00:00- | Вратари | 00:00- - Александр Самонов | Судьи: Кристиан Викман (Финляндия) Микко Каукокари (Финляндия) |
|                                                                                                   | Голы:               |         |                            | Судьи: Кристиан Викман (Финляндия) Микко Каукокари (Финляндия) |
| Ян Коварж (Михал Ржепик) - 10:32 Лукаш Седлак (бол.) - 51:04 Анджей Нестрашил (мен.) (ПВ) - 59:45 | 1:0 2:0 3:0         |         |                            | Судьи: Кристиан Викман (Финляндия) Микко Каукокари (Финляндия) |
|                                                                                                   |                     |         |                            | Судьи: Кристиан Викман (Финляндия) Микко Каукокари (Финляндия) |
|                                                                                                   |                     |         |                            | Судьи: Кристиан Викман (Финляндия) Микко Каукокари (Финляндия) |
|                                                                                                   |                     |         |                            | Судьи: Кристиан Викман (Финляндия) Микко Каукокари (Финляндия) |
| 16 мин                                                                                            | Штраф               | 10 мин  |                            | Судьи: Кристиан Викман (Финляндия) Микко Каукокари (Финляндия) |
|                                                                                                   |                     |         |                            |                                                                |
|                                                                                                   | 23                  | Броски  | 32                         |                                                                |

| 10 ноября 2019 18:30 | Финляндия | 2:1 (1:0, 1:1, 0:0) | Швеция | Хартвалл Арена Зрителей: 12 443 |

| Отчёт | Отчёт                        | Отчёт                                                      | Отчёт                        | Отчёт                                            |
| --- | ---------------------------- | ---------------------------------------------------------- | ---------------------------- | ------------------------------------------------ |
| |                              |                                                            |                              |                                                  |
| | Харри Сятери - "'00:00-60:00 | Вратари                                                    | 00:00-60:00 - Адам Рейдеборн | Судьи: Антонин Ержабек (Чехия) Робин Шир (Чехия) |
| | Голы:                        |                                                            |                              | Судьи: Антонин Ержабек (Чехия) Робин Шир (Чехия) |
| Микко Лехтонен (Хенрик Хаапала, Юусо Хиетанен) - 3:46 Миро Аалтонен (бол.) (Теему Турунен, Хенрик Хаапала) - 25:28 | 1:0 2:0 2:1                  | Олле Алсинг (Симон Бертильссон, Фредрик Хандемарк) - 31:53 |                              | Судьи: Антонин Ержабек (Чехия) Робин Шир (Чехия) |
| |                              |                                                            |                              | Судьи: Антонин Ержабек (Чехия) Робин Шир (Чехия) |
| |                              |                                                            |                              | Судьи: Антонин Ержабек (Чехия) Робин Шир (Чехия) |
| |                              |                                                            |                              | Судьи: Антонин Ержабек (Чехия) Робин Шир (Чехия) |
| 6 мин | Штраф                        | 6 мин                                                      |                              | Судьи: Антонин Ержабек (Чехия) Робин Шир (Чехия) |
| |                              |                                                            |                              |                                                  |
| | 21                           | Броски                                                     | 40                           |                                                  |

## Индивидуальные награды

### Лучшие игроки
| Позиция    | Игрок          |
| ---------- | -------------- |
| Вратарь    | Роман Вилл     |
| Защитник   | Микко Лехтонен |
| Нападающий | Ян Коварж      |

## Посещаемость матчей
| Место | Команда   | Игры | Суммарная посещаемость | Средняя посещаемость | Максимальная посещаемость |
| ----- | --------- | ---- | ---------------------- | -------------------- | ------------------------- |
| 1     | Финляндия | 3    | 34014                  | 11338                | 12443 ( Швеция)           |
| 2     | Швеция    | 3    | 20773                  | 6924                 | 12443 ( Финляндия)        |
| 3     | Чехия     | 3    | 19435                  | 6478                 | 12150 ( Финляндия)        |
| 4     | Россия    | 3    | 14880                  | 4960                 | 9421 *( Финляндия)        |

## Победитель
| Победитель Кубка Карьяла 2019 |
| ----------------------------- |
| Чехия Второй титул            |